# Фотоарт

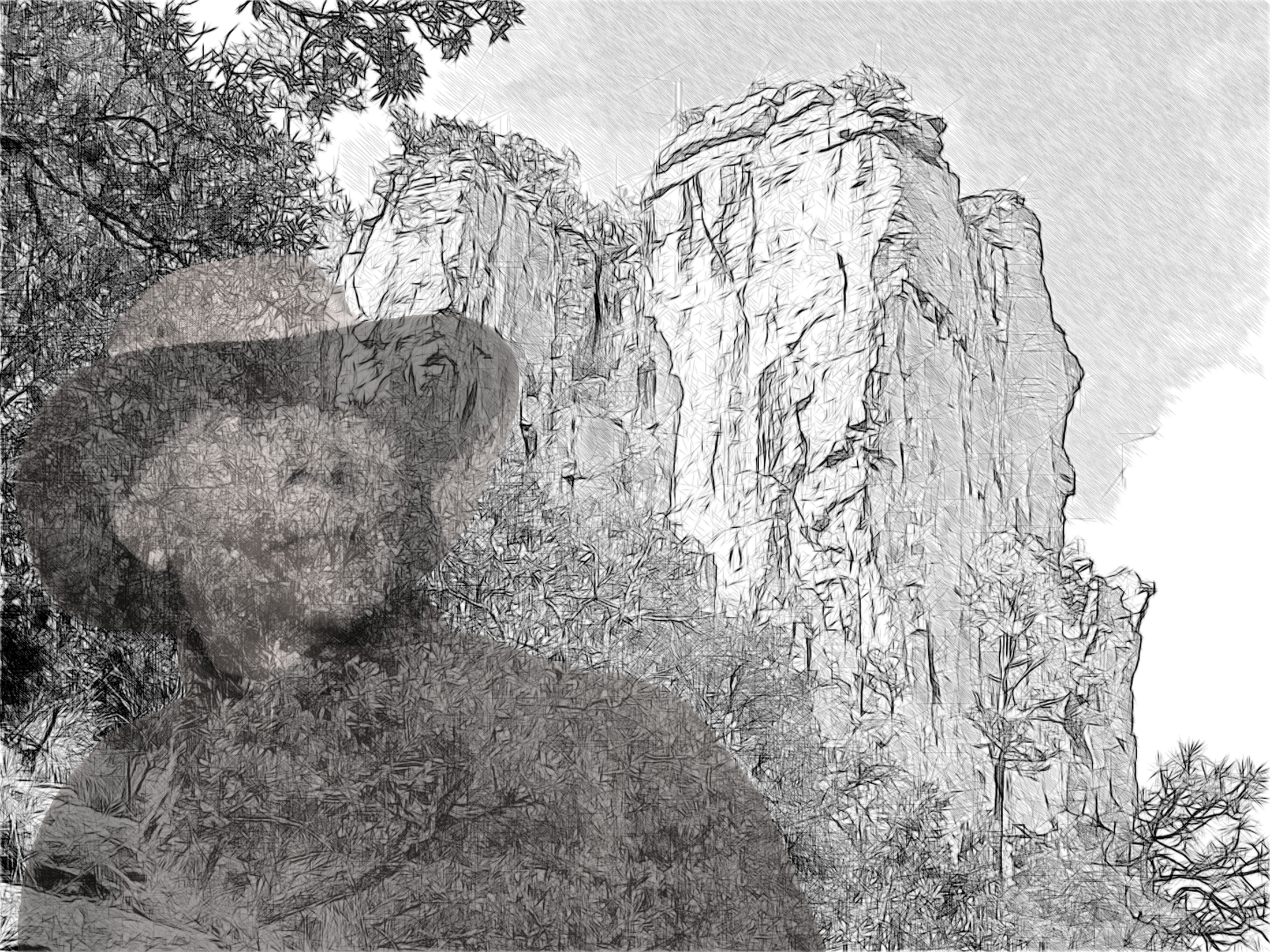
Иллюстрация к литературной миниатюре «Персидская сказка»

Фотоарт — вид цифрового изобразительного искусства, объединяющий фотографию и компьютерную графику. Формирование фотоарта началось на основе такого приёма как фотоколлаж, но активное развитие и усовершенствование техник исполнения привели к обособленности фотоарта и возникновению нового творческого направления. Его отличительные черты, в первую очередь, существенное видоизменение и переработка исходных материалов, живописность, сложность исполнения, визуальная эффектность, а также композиционная и информативная гибкость. Изначально дефиниция «фотоарт» звучала в контексте, когда фотография служила основой для последующей живописной доработки (например, в творчестве художника И. Каменева, представленного на выставке «Фото-арт» в 2007 г.). На данный момент, благодаря многообразию технических приёмов, фотоарт является сплавом фотографии, растровой, фрактальной и даже трёхмерной графики. Нередко фотоарт-работы могут имитировать традиционную живопись, но обязательно имеют в своей основе фотоисходники. Таким образом, фотоарт стоит в стороне от фотоколлажирования как вида более простого и доступного в освоении и является посредником между фотографией и живописью. Наложение и совмещение слоёв, а также вся последующая обработка, осуществляются в графических программах, например, Photoshop. Доминирующую область применения фотоарта — фэнтезийная, мистическая, сюрреалистическая, сказочная иллюстрация, но с возрастающим интересом к фотоарту этот список стремительно расширяется.